# Taras Szulatycki
Taras Josypowycz Szulatycki, ukr. Тарас Йосипович Шулятицький, ros. Тарас Иосифович Шулятицкий, Taras Iosifowicz Szulatycki (ur. 22 maja 1945 w Stanisławowie, Ukraińska SRR, zm. w 2000 w Iwano-Frankiwsku, Ukraina) – ukraiński piłkarz, grający na pozycji pomocnika, trener piłkarski.

## Kariera piłkarska

### Kariera klubowa
Wychowanek klubu kolejarzy Łokomotyw Stanisławów, w którym rozpoczął karierę piłkarską. W 1964 roku grał w głównej drużynie miasta Spartak Iwano-Frankiwsk, a potem służył w wojskowej drużynie SKA Lwów. W 1967 został służbowo przeniesiony do głównej wojskowej drużyny CSKA Moskwa przez byłego trenera SKA Siergieja Szaposznikowa. W 1970 występował w Dinamie Moskwa, a w następnym roku w Karpatach Lwów. Po sezonie w Łokomotywie Winnica powrócił do miejscowego Spartaka, gdzie zakończył karierę piłkarską.

### Kariera reprezentacyjna
Był powoływany do olimpijskiej reprezentacji ZSRR.

## Kariera trenerska
Po zakończeniu kariery piłkarskiej rozpoczął pracę trenerską.

## Sukcesy i odznaczenia

### Sukcesy piłkarskie
- finalista Pucharu ZSRR: 1967

### Odznaczenia
- tytuł Mistrz Sportu ZSRR w 1966.